# 阿瓦諾斯

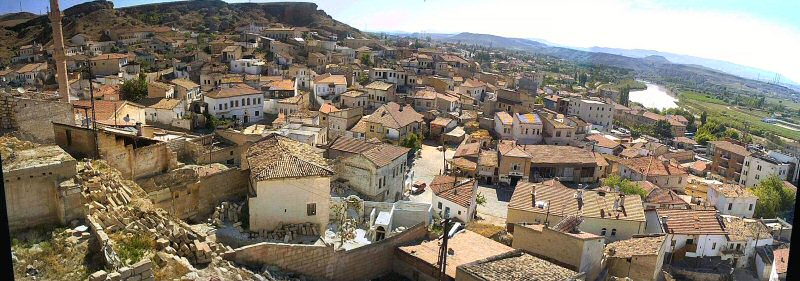
阿瓦諾斯

阿瓦諾斯是土耳其的城鎮，由內夫謝希爾省負責管轄，位於該國中部，距離首府內夫謝希爾18公里，面積994平方公里，海拔高度920米，2010年人口12,288。

## 友好城市
- 法國 尼伊圣乔治

## 外部連結
- District governor's official website （页面存档备份，存于） （土耳其文）
- Map of Avanos district[]
- District municipality's official website （页面存档备份，存于） （土耳其文）
- Maps of Avanos （英文）
- Administrative map of Avanos district[]
- Zelve with pictures and information （页面存档备份，存于） （英文）

38°42′54″N 34°50′48″E / 38.71500°N 34.84667°E